# بين بادغلي
بن بادغلي (بالإنجليزية: Penn Badgley) هو ممثل أمريكي من مواليد 1 نوفمبر 1986 في بالتيمور، ماريلاند، الولايات المتحدة، بدأ مسيرته الفنية عام 1999 ومثل في عدة مسلسلات منها مسلسل فتاة النميمة ومن الافلام التي مثلها هي زوج الأم في 2009..

## الأعمال

### أفلام
- ايزي ايه (الدور: الفأر الجبلي تود)
- جون تاكر يجب أن يموت
- زوج الأم

### مسلسلات
- فتاة النميمة (الدور: دان همفري)
- أنت

## الترشيحات والجوائز
| السنة | الحدث                  | الفئة           | النتيجة |
| ----- | ---------------------- | --------------- | ------- |
| 2008  | جائزة اختيار المراهقين | أفضل ممثل دراما | ترشـيـح |

## روابط خارجية
- بين بادغلي على موقع IMDb (الإنجليزية)
- بين بادغلي على موقع روتن توميتوز (الإنجليزية)
- بين بادغلي على موقع قاعدة بيانات الأفلام العربية
- بين بادغلي على موقع ألو سيني (الفرنسية)
- بين بادغلي على موقع ميوزك برينز (الإنجليزية)
- بين بادغلي على موقع أول موفي (الإنجليزية)
- بين بادغلي على موقع بوكس أوفيس موجو (الإنجليزية)
- بين بادغلي على موقع قاعدة بيانات الأفلام السويدية (السويدية)
- بين بادغلي على موقع إن إن دي بي (الإنجليزية)
- بين بادغلي على موقع قاعدة بيانات الفيلم (الإنجليزية)